# Archirhoe neomexicana
Archirhoe neomexicana är en fjärilsart som beskrevs av George Duryea Hulst 1896. Archirhoe neomexicana ingår i släktet Archirhoe och familjen mätare. Inga underarter finns listade i Catalogue of Life.